# Barbara Kathleen Snow

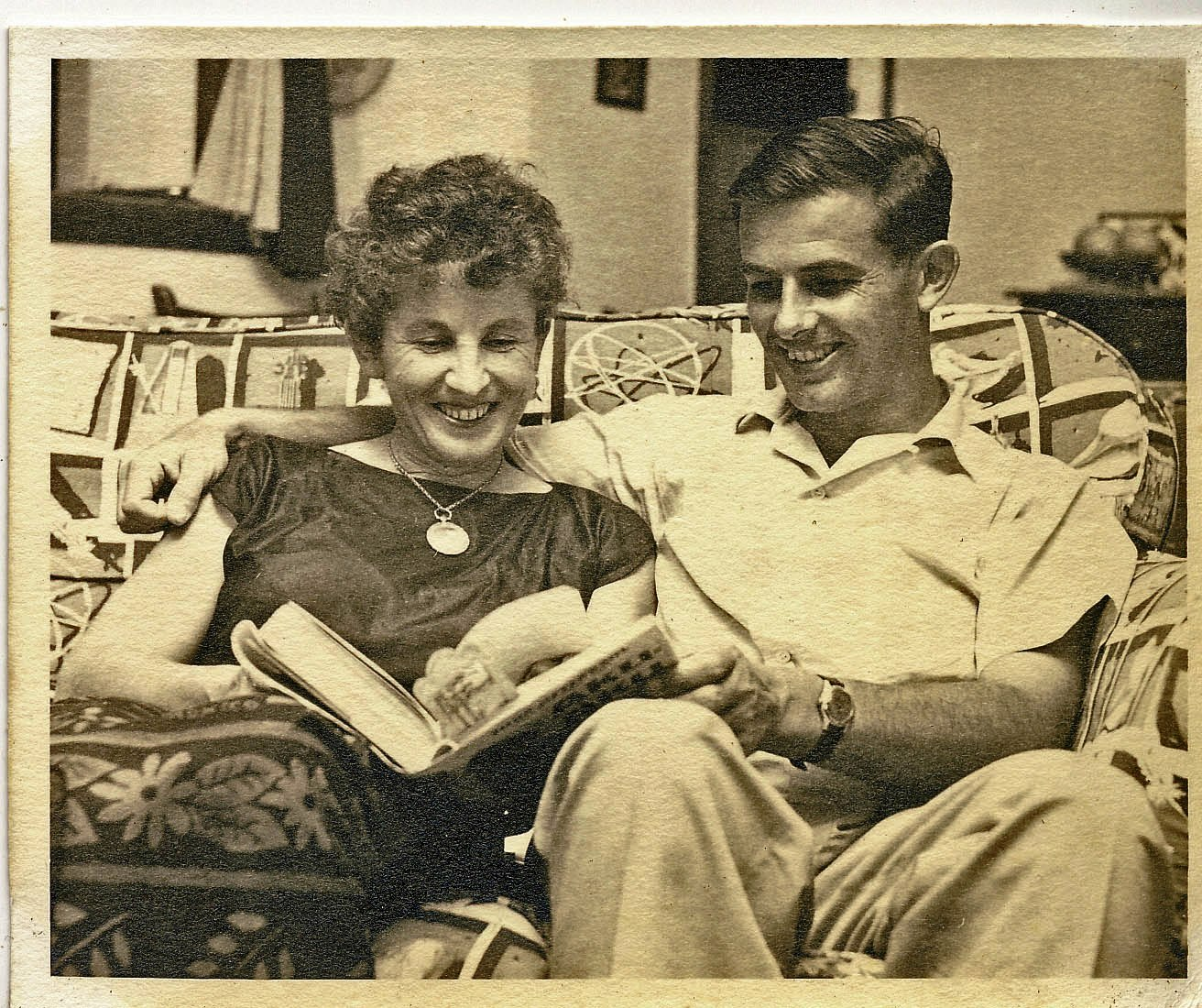
David und Barbara Snow

Barbara Kathleen Snow geborene Whitaker (* 21. Februar 1921 in Evershot, Dorset; † Juli 2007) war eine britische Ornithologin und Geologin.

## Leben
Als jüngstes von acht Geschwistern wuchs sie auf dem Land in der Grafschaft Dorset auf. Ihr Vater war ein Landarzt und verstarb, als sie erst 8 Jahre alt war. Der Tod des Vaters brachte ihre Familie in eine finanzielle Notlage. Alle Familienangehörigen versuchten, gemeinsam die schwierige Lage zu meistern, indem sie zusammen alle erdenklichen genießbaren Produkte aus der freien Natur sammelten. Dies reichte von Hasen, die durch den Hund erbeutet wurden, über Pilze bis hin zu Beeren und Früchten. Aus ihrer Not zog die Familie von einem großen Haus in Evershot nach Maiden Newton in einen kleineren Bungalow. Hier erlernte Barbara das Fischen von Forellen am Fluss Hooke (damals River Toller), der direkt hinter ihrem neuen Domizil floss. Es war eine prägende Zeit für die junge Barbara, in der sie mit den örtlichen Vögeln wie Eisvögel, Gebirgsstelzen und Wasseramseln vertraut wurde. Mit 18 Jahren verließ sie die Schule, und es begann der Zweite Weltkrieg. Sechs Jahre lang diente sie beim Auxiliary Territorial Service, einer Frauenabteilung, die während des Zweiten Weltkriegs zum Britischen Heer gehörte. Dort erreichte sie den Dienstgrad eines Unteroffiziers. Bei verschiedenen Abkommandierungen durchstreifte sie weite Teile Englands. So war sie beispielsweise bei der Flugabwehr in Newcastle sowie in einem Flugabwehrausbildungslager im Norden der Küste von Cornwall stationiert.
Im Dezember 1954 besuchte sie das Natural History Museum in London, um ein gefangenes Gelbkehlchen, das erste registrierte Exemplar dieser Art in England, zu identifizieren. Hier lernte sie ihren zukünftigen Ehemann kennen, den Ornithologen David William Snow (1924–2009). Zwei weitere Treffen folgten bei David Lambert Lacks (1910–1973) nachweihnachtlichen Konferenzen im Edward Grey Institute. Sie verlobten sich im Jahr 1957 und heirateten schließlich in Trinidad, wo David an der Forschungsstation für die New York Zoological Society arbeitete. Barbara gebar zwei Söhne namens Stephen (geb. 1961) und Charles (geb. 1964).

## Snow als Wissenschaftlerin
Als sie aus der Armee entlassen wurde, qualifizierte ihr höheres Bildungszeugnis sie zum Besuch einer staatlichen Universität. Durch ihr Interesse an Pflanzen erhielt sie einen Studienplatz an der Universität von Reading. Hier hörte sie Vorlesungen im Bereich Gartenbau. Nach einem Jahr wechselte sie, geprägt vom Einfluss von Professor Herbert Leader Hawkins (1887–1968), einem Geologen und angesehenen Paläontologen, in den Fachbereich Geologie. An dieser Fakultät studierte sie weitere zwei Jahre. Schon vor ihrem Studium las sie durch Zufall in der Dorseter Zeitung The News Chronicle einen Artikel über die Vogelwarte Skokholm (Skokholm Bird Observatory). Sie nahm sich ein Herz und schrieb eine Initiativbewerbung. So kam es, dass sie im Sommer 1946 und ihrem ersten langen Urlaub von Reading im Jahre 1947 einige Zeit dort verbrachte. Sie kochte für die Besucher und half bei der Feldforschung. Der Aufseher von Skokholm beim Besuch im Jahre 1946 war Ronald Mathias Lockley (1903–2000), der die Vogelwarte in den 30er Jahren gegründet hatte. 1947 übernahm Peter Conder (1919–1993), der sich als Direktor der Royal Society for the Protection of Birds (RSPB) einen Namen in der Welt der Vogelkundler machte.
Nachdem Barbara Snow mit dem Bachelor of Science in Geologie abgeschlossen hatte, wollte sie unbedingt in der Feldforschung tätig werden. Sie nahm eine Stelle beim National Coal Board an, welches sich zu dieser Zeit mit Erkundungen von potentiellen Tagebaugebieten beschäftigte. Zunächst arbeitete sie in Newcastle, dann im Süden von Wales. Auch in dieser Zeit hielt sie beständig Kontakt mit den Vogelwarten dieser Welt. So reiste sie auf die Farne-Inseln und besuchte das Forschungszentrum von Eric Arnold Roberts Ennion (1900–1981) nahe Seahouses. Im Jahr 1954 übernahm sie im Auftrag der Lundy Field Society für ein jährliches Honorar von 150 £ die Aufsicht bei der Vogelwarte Lundy. Neben der täglichen Arbeit der Vogelberingung von Migranten und der Populationszählung wuchs ihr Interesse über das Brutverhalten bei Kormoranen. Durch Beobachtung, Beringung, Nestobservationen und mit Hilfe von Fotografien von Krähenscharben entstand im Jahre 1960 ein beachtlicher Artikel (The breeding biology of the Shag (Phalacrocorax aristotelis) on the island of Lundy, Bristol Channel), der in der Fachzeitschrift IBIS publiziert wurde. Ein weiter folgte 1963 in British Birds (The behaviour of the Shag). Ihre Erkenntnisse waren die Grundlage für zwei Kapitel in The birds of the western palearctic, welches von ihrem Ehemann David Snow und Christopher Miles Perrins (1935–) im Jahre 1998 herausgegeben wurde.
Während das Ehepaar Snow in einem Tal im Norden Trinidads lebte, das von Hügeln und Primärwald umgeben war, konzentrierte sich Barbara auf wenige für sie neue Arten. Es war vor allem der Bartkotinga (Procnias averano), eine von vier Arten der Gattung Procnias neben Einlappenkotinga (Procnias albus), Nacktgesichtkotinga (Procnias nudicollis) und Dreilappenkotinga (Procnias tricarunculatus), der ihre Aufmerksamkeit erregte. Die Stimme dieser Gattung gilt als lauteste aller Vogelarten, und doch war nur sehr wenig über ihr Verhalten bekannt, da sie extrem schwierig zu beobachten waren. So war ihr extrem lauter, hammerartiger Schrei weithin bekannt und jeder konnte sie somit leicht in den Baumkronen entdecken. Neu war, dass ihre Balz meist in den tieferen Stratifikationsschichten, weit unter der Baumkrone, stattfindet. Später gelang Snow das gleiche Kunststück in Guyana, wo sie erstmals das Balzverhalten des Kapuzinerkotinga (Perissocephalus tricolor) beobachtete. Damals folgte sie einem unscheinbaren Weibchen, das Nistmaterial sammelte. So fand sie ein Nest, das sie sonst wahrscheinlich nie hätte finden können. Durch diese Erfahrung fand sie später drei weitere Nester, in denen jeweils nur ein Ei lag. Weiterhin fand sie heraus, dass die Nahrung, sowohl von Jungvögeln als auch von ausgewachsenen Kapuzinerkotingas ausschließlich aus nahrhaften Beeren bestand. Durch diese Beobachtung verstand sie die Faktoren, die in einem neotropischen Wald mit vielen Nesträubern zur evolutionären Entwicklung von spezialisierten Früchteessern führte, wobei die Männchen ein eindrucksvolles Federkleid und auffälliges Balzverhalten entwickelten und die Weibchen kleine unscheinbare Nester bauten, die in vielen Fällen gerade groß genug waren, um ein Ei abzulegen.
Ihre zweite Hauptstudie in Trinidad beschäftigte sich mit zwei Kolibriarten, dem Grünschattenkolibri (Phaethornis guy) und dem Kupferschattenkolibri (Glaucis hirsutus). Da sich beide Arten hauptsächlich in der Nähe von Flussströmen bewegen, hat ihre evolutionäre Entwicklung zu einem völlig anderen Sozialverhalten geführt als es bei den Kotingas der Fall war. Snow fand heraus, dass die Männchen sich extrem territorial verhalten und gewisse Flussabschnitte mit mehr als zwei Weibchen eisern verteidigen. Ihre Nester bauen sie oft direkt über den Fließgewässern.
Nach der Zeit in Trinidad schrieb Snow zunächst in der Nähe Oxford ein Jahr lang ihre Ergebnisse nieder, bevor sie und ihr Mann ein Jahr auf den Galápagos-Inseln an der Charles Darwin Research Station verbrachten. Trotz ihres zweijährigen Sohnes machte sie auch hier interessante Beobachtungen über zwei endemische Möwenarten. So erkannte sie als erste den 9 bis 10 Monate dauernden Brutzyklus der Gabelschwanzmöwe (Creagrus furcatus), eines nachtaktiven Wildbeuters sowie Koloniebrüters. Der gleiche Zyklus galt auch für die Lavamöwe (Leucophaeus fuliginosus), einen stark gefährdeten Einzelbrüter mit weit auseinander liegendem Territorium.
Nach ihrer Rückkehr nach England arbeiteten David und sie an einem gemeinsamen Projekt. In einer fünfjährigen Studie untersuchten sie die soziale Organisation einer kleinen Population von Heckenbraunellen (Prunella modularis), die bisher noch niemand richtig untersucht hatte. Sie fanden heraus, dass entweder ein oder zwei Männchen, von denen immer eines dominant ist, ein großes Revier beanspruchen, das wiederum das Revier von bis zu drei kleineren Revieren von Weibchen beinhaltet. Später gingen die Forschungen von Nicholas Barry Davies (1952-) in seinem Buch Dunnock behaviour and social evolution aber wesentlich tiefer als dies in der Snow-Studie der Fall war. Eine weitere Koproduktion von David und Barbara entstand in einer ebenfalls fünfjährigen Studie über Fruchtesser im Vale of Aylesbury und seiner Umgebung. Das Ergebnis war das Standardwerk Birds and Berries, das die Beziehung zwischen Vögeln und Beeren darstellte.

## Ehrung
1972 erhielten sie und ihr Mann die William-Brewster-Medaille als Auszeichnung für ihre Studien über die Biologie von neotropischen Vögeln. Die American Ornithologists’ Union begründete dies mit folgenden Argumenten:

„Die Preisträger der William-Brewster-Ehrung für das Jahr 1972 haben diese Auszeichnung aus zahlreichen Gründen verdient. Sie sind Teil einer Handvoll von Ornithologen, die eine monographische Studie der Biologie verschiedener neotropischer Landvögel erstellt haben. So ragen ihre Beiträge über die evolutionären Konsequenzen aus der Ernährung durch Früchte durch tropische Vögel (z. B. "Birds and Berries") hervor. Dazu verglichen sie das Balzverhalten verschiedener Schnurrvögel ("Pipridae") und stellten evolutionäre Theorien zum Lek und zum Balzverhalten auf. Außerdem haben sie die Brut- und Mauserzyklen vieler Vögel der amerikanischen Tropen in Beziehung zu ihrer Umwelt studiert. David und Barbara Snow sammelten die Daten für dieses Schaffenswerk während ihres Aufenthalts auf Trinidad und dem Galapagos-Archipel. Beide haben eng zusammen gearbeitet and als Co-Autoren für verschiedene Themen agiert. Ungeachtet der Vielzahl ihrer Interessen haben sie immer versucht, ihre detaillierten Studien zur Ernährungsweise, Brutbiologie und Verhalten in einem vereinten Gefüge interaktiver Anpassungen zusammenzufügen. Indem sie dies getan haben, haben sie uns nicht nur eine klassische Studie über Fettschwälme ("Steatornis caripensis"), Schmuckvögel ("Cotingidae") oder Schnurrvögel präsentiert, sondern den theoretischen Rahmen für zukünftige erfolgreiche Forschungen in den Neotropen gesetzt.“

## Werke
- The breeding biology of the Shag (Phalacrocorax aristotelis) on the island of Lundy, Bristol Channel, Ibis, Vol. 102, No. 4, 1960, S. 554–575
- zusammen mit David William Snow: Northern Waterthrush Returning to Same Winter Quarters in Successive Winters, The Auk, Vol. 77, No. 3, 1960, S. 351–352
- Notes on the Behavior of Three Cotingidae, The Auk, Vol. 78, No. 2, 1961, S. 150–161
- The behaviour of the Shag, British Birds, Vol. 56, No. 3, 1963, S. 77–103 und S. 164–188
- Breeding and the Annual Cycle in Three Trinidad Thrushes, The Wilson Bulletin, Vol. 75, No. 1, 1963, S. 27–41
- zusammen mit David William Snow: Weights and wing-lengths of some Trinidad birds Zoologica (New York), Vol. 48, 1963, S. 1–12
- zusammen mit David William Snow: Breeding seasons and annual cycles of Trinidad land-birds, Zoologica (New York), Vol 49, 1964, S. 1–39.
- zusammen mit David William Snow: The breeding cycle of the Swallow-tailed Gull (Creagrus furcatus), Ibis, Vol 109, No. 1, 1965, S. 14–24
- zusammen mit David William Snow: The breeding season of the Madeiran Storm-petrel (Oceanodromo castro) in the Galapagos, Ibis, Vol. 108, No. 2, 1966, S. 283–284
- zusammen mit David William Snow: Behavior of the Swallow-tailed Gull of the Galápagos, Condor, Vol 70, No. 3, 1968, S. 252–264
- zusammen mit David William Snow: Observations on the Lava Gull (Larus fuliginosus), Ibis, Vol 111, No. 1, 1969, S. 30–35
- A field study of the Bearded Bellbird in Trinidad, Ibis, Vol. 112, No 3, 1970, S. 299–329
- zusammen mit David William Snow: The feeding ecology of tanagers and honeycreepers in Trinidad, The Auk, Vol 88, No. 2, 1971, S. 291–322
- zusammen mit David William Snow: Feeding niches of hummingbirds in a Trinidad valley, Journal of Animal Ecology, Vol. 41, No. 2, 1972, S. 471–485
- Notes on the Behavior of the White Bellbird, The Auk, Vol. 90, No. 4, 1973, S. 743–751
- The behavior and ecology of hermit hummingbirds in the Kanaku Mountains, Guyana Wilson Bulletin, Vol. 85, No. 2, 1973, S. 163–177
- Lek behaviour and breeding of Guy's. Hermit hummingbird (Phaethornis guy), Ibis, Vol 116, No. 3, 1974, S. 278–297
- Social organisation in the Hairy Hermit (Glaucis hirsute), Ardea, Vol 61, No. 1–2, 1973, S. 94–105
- zusammen mit David William Snow: The breeding of the Hairy Hermit (Glaucis hirsuta) in Trinidad, Ardea, Vol. 61, No. 1–2, 1973, S. 106–122
- Vocal Mimicry in the Violaceous Euphonia, Euphonia Violacea, Wilson Bulletin, Vol. 86, No. 2, 1974, S. 179–180
- zusammen mit David William Snow: Breeding of the Green-bellied Hummingbird, The Auk, Vol. 91, No. 3, 1974, S. 626
- The Plumbeous Heron of the Galapagos, Living Bird, Vol. 13, 1975, S. 51–72
- Feeding Behavior of Two Hummingbirds in a Costa Rican Montane Forest, Wilson Bulletin, Vol. 89, No. 4, 1977, S. 613–616
- Territorial behavior and courtship of the male Three-wattled Bellbird, The Auk, Vol. 94, No. 4, 1977, S. 623–645
- Comparison of the leks of Guy's hermit hummingbird (Phaethornis guy) in Costa Rica and Trinidad. Ibis, Vol 119, No. 2, 1977, S. 211–214
- zusammen mit Michael Gochfeld: Field notes on the nests of the Green-fronted Lancebill (Doryfera ludoviciae) and the Blue-fronted Lancebill (Doryfera johannae), Bulletin of the British Ornithologists’ Club, Vol. 97, No. 4, 1977, S. 121–125
- The Oilbirds of Los Tayos, Vol. 91, No. 3, 1979, S. 457–461
- zusammen mit David William Snow: The Ochre-bellied Flycatcher and the Evolution of Lek Behavior, Condor, vol 81, No. 3, 1979, S. 286–292
- The Nest and Territoriality of a Female Tyrian Metaltail, Wilson Bulletin: Vol. 92, No. 4, 1980, S. 508–509
- zusammen mit David William Snow: Relationships between hummingbirds and flowers in the Andes of Colombia. In: Bulletin of the British Museum of Natural History. Band 38, Nr. 2, 1980, S. 105–139 (online [PDF; 13,8 MB; abgerufen am 17. Januar 2024]).
- Relationships between hermit hummingbirds and their food plants in eastern Ecuador, Bulletin of the British Ornithologists’ Club, Vol. 101, No. 4, 1981, S. 387–396
- zusammen mit David William Snow: Long-term defence of fruit by Mistle Thrushes Turdus viscivorus, Ibis, Vol 126, No. 1, 1984, S. 39–49
- zusammen mit David William Snow: Display and related behavior of male Pin-tailed Manakins, Wilson Bulletin, Vol. 97, No. 3, 1985, S. 273–282
- zusammen mit David William Snow: Feeding ecology of hummingbirds in the Serra do Mar, southeastern Brazil, El Hornero, Vol. 12, 1986, S. 286–296
- zusammen mit David William Snow: Birds and berries: a study of an ecological interaction, Poyser, 1988, ISBN 978-0-85661-049-3